# Гаман Олександр Віталійович
Олександр Віталійович Гаман (нар. 23 березня 1974, Городок) — український дипломат. Надзвичайний і Повноважний Посланник першого класу. Генеральний консул України в Стамбулі (2017—2021), за сумісництвом — Представник України при Організації Чорноморського Економічного Співробітництва (від 27 липня 2017 до 13 грудня 2021). Надзвичайний і Повноважний Посол України в Соціалістичній Республіці В'єтнам

## Життєпис
У 2015 році — заступник директора — начальник управління консульського обслуговування Департаменту консульської служби МЗС України
У 2016 році — заступник директора Департаменту консульської служби МЗС України
Від 2017 р. — призначений на посаду Генерального консула України в Стамбулі.
27 липня 2017 — Указом Президента України призначений представником України при Організації Чорноморського Економічного Співробітництва.
З 13 грудня 2021 року — Надзвичайний і Повноважний Посол України в Соціалістичній Республіці В'єтнам.
З 28 квітня 2023 року — Надзвичайний і Повноважний Посол України в Королівстві Камбоджа за сумісництвом.